# Verdens længste floder
Dette er en liste over de fire længste floder i verden.
| |       |            |        |             |            |
| \| Kontinentfarvekode \| Kontinentfarvekode \| Kontinentfarvekode \| Kontinentfarvekode \| Kontinentfarvekode \| Kontinentfarvekode \| \| ------------------ \| ------------------ \| ------------------ \| ------------------ \| ------------------ \| ------------------ \| \| Afrika \| Asien \| Australien \| Europa \| Nordamerika \| Sydamerika \| |       |            |        |             |            |
| Kontinentfarvekode |       |            |        |             |            |
| Afrika | Asien | Australien | Europa | Nordamerika | Sydamerika |

|      | Flod                   | Længde (km) | Afvandingsområde (km²) | Gennemsnitlig gennemstrømning (m³/s) | Udmunding           | Lande, floden løber igennem |
| ---- | ---------------------- | ----------- | ---------------------- | ------------------------------------ | ------------------- | --- |
| 1.** | Nilen                  | 6.853       | 3.349.000              | 5.100                                | Middelhavet         | Etiopien, Eritrea, Sudan, Djibouti, Tanzania, Kenya, Rwanda, Burundi, Egypten, Demokratiske Republik Congo, Yemen, Saudi-Arabien, (Den Hvide Nil, Victoriasøen i Uganda) |
| 2.** | Amazonas               | 6.400       | 6.915.000              | 219.000                              | Atlanterhavet       | Brasilien, Peru, Bolivia, Colombia, Ecuador, Venezuela, Guyana |
| 3.** | Yangtze (Chang Jiang)  | 6.380       | 1.800.000              | 31.900                               | Østkinesiske Hav    | Kina |
| 4.** | Mississippi - Missouri | 6.000       | 2.980.000              | 16.200                               | Den Mexicanske Golf | USA (98.5%), Canada (1.5%) |